# Colonia Morelos (Hidalgo)
Colonia Morelos también conocido como El Nueve, es una localidad de México localizada en el municipio de Mixquiahuala de Juárez en el estado de Hidalgo.

## Geografía
Se encuentra en la región geográfica del Valle del Mezquital; a la localidad le corresponden las coordenadas geográficas 20°13′32.881″ de latitud norte y 99°8′24.138″ de longitud oeste, con una altitud de 2011 m s. n. m. Cuenta con un clima semiseco templado.
En cuanto a fisiografía se encuentra en la provincia de la Eje Neovolcánico, dentro de la subprovincia de Sierras y Llanuras de Querétaro e Hidalgo; su terreno es de llanura y sierra. En lo que respecta a la hidrología se encuentra posicionado en la región del Pánuco, dentro de la cuenca el río Moctezuma, y en la subcuenca del río Actopan.

## Demografía
En 2020 registró una población de 2330 personas, lo que corresponde al 4.93 % de la población municipal. De los cuales 1118 son hombres y 1212 son mujeres.
| Gráfica de evolución demográfica de Colonia Morelos entre 1921 y 2020 |
|                                                                       |
| Población registrada por los censos y conteos del INEGI.              |

## Cultura
Cuenta con más de 200 murales, creados por más de 140 artistas provenientes de 22 países. Los temas y técnicas de los murales varían de acuerdo al autor del mismo; cada pintor propone el lienzo con la familia que ofrece su muro, además los habitantes ofrecen sus casas para alojar a los artistas. El proyecto cultural empezó en 2014, se han realizado distintos encuentros de artistas, y en 2017, se publicó el libro “Recinto internacional del muralismo”; en noviembre del 2023 se realizó el 5.º Encuentro Internacional de Muralismo, es un proyecto comunitario, carente de presupuesto municipal, estatal o federal.